# 제시 아이젠버그
제시 아이젠버그(영어: Jesse Eisenberg, 1983년 10월 5일 ~ )는 미국의 배우, 작가 겸 극작가이다. 뉴욕 시에서 태어나고 자란 아이젠버그는 어린 나이에 연극에 연극을 시작하였고, 단편 코미디 드라마 시리즈 《겟 리얼》(1999-2000)로 텔레비전에 데뷔했다. 코미디 드라마 영화 《로저 닷저》(2002)에서 첫 주연 역할을 한 후 그는 드라마 영화 《[엠퍼러스 클럽》(2002)과 심리 스릴러 영화 《빌리지》(2004), 코미디 드라마 영화 《오징어와 고래》(2005)와 드라마 영화 《찰리 뱅스의 교육》(2007)에 출연했다. 2006년 아이젠버스는 《더 리빙 웨이크》에서 자신의 역할로 베일 영화제에서 라이징 스타상을 수상했다. 2009년에는 크리스틴 스튜어트와 공연한 코미디 드라마 영화 《어드벤처랜드》와 엠마 스톤, 아비게일 브레스린, 우디 해럴슨과 공연한 호러 코미디 영화 《좀비랜드》에 출연했다. 그는 페이스북을 창립한 마크 저커버그를 연기한 2010년 영화 《소셜 네트워크》로 비평가들의 많은 찬사를 받아 골든 글로브상, 영국 아카데미 영화상(BAFTA), 미국 배우 조합상(SAG), 미국 아카데미상 등 여러 시상식에 후보로 지명되었다. 그는 또한 《홀리 롤러스》(2010)로 선댄스 영화제에서 최우수 주리상에 후보 지명되었다.
이후 그는 스픽스마코앵무새 블루를 연기한 애니메이션 영화 《리오》(2011), 《리오 2》(2014)에서 주인공 역할과 2011년 액션 코미디 영화 《털기 아니면 죽기: 제한시간 30분》에 이어 우디 앨런 감독의 두 편의 영화 《로마 위드 러브》(2012), 《로마 위드 러브》(2016)에 출연했다. 그는 범죄 영화 《나우 유 씨 미: 마술사기단》(2013)와 그 속편 《나우 유 씨 미 2》(2016)에서 마술사를 연기했다. 크리스틴 스튜어트와는 액션 코미디 영화 《아메리칸 울트라》로 다시 팀을 이뤘다. 2016년 3월 개봉된 슈퍼히어로 영화 《배트맨 대 슈퍼맨: 저스티스의 시작》에서 벤 애플렉, 헨리 카빌, 갤 가돗의 반대편에 서는 슈퍼 악당 렉스 루터를 연기했다.
그는 뉴욕 무대에서 《Asuncion》, 《The Revisionist》, 《The Spoils》 등 세 편의 희곡에 글을 썼다. 아이젠버그의 첫 번째 저서인 Bream Gips Me Hiccups: and Other Stories(단편 소설집)은 2015년 9월에 발표되었다.

## 성장 과정
아이젠버그는 뉴욕주 뉴욕 시 퀸스에서 태어났으며, 뉴저지주 이스트 브런즈윅에서 자랐다. 이전에는 병원에서 청소년들의 문화적 감수성을 가르쳤던 그의 어머니 에미 (결혼 전 성씨는 피시만)는 20년 동안 카톨릭계 고등학교에서 어린이 파티 및 안무가로 일했다. 그의 아버지, 배리 아이젠버그는 택시를 운전 한 후 병원에서 근무했으며, 이후에는 대학 교수가 되어 사회학을 가르쳤다. 그에게는 두 명의 여동생이 있다. 하밀 케이트 아이젠버그는 이전에 시리즈 광고에서 유명한 "펩시 걸"로 유명했던 이전의 아역 배우이다. 그의 또 다른 여동생 케리 아이젠버그는 또한 여배우로 일하고 있으며, 채식주의와 동물권에 기반을 둔 아동 극장 극단과 현재 뉴욕의 독립 예술가이다.
아이젠버그는 유대계로 폴란드계와 우크라이나계를 조상으로 둔 유대계 세속주의 가정에서 성장하였다. 그는 이스트 브런즈윅 퍼블릭 스쿨, 함마르셸드 중학교, 처칠 중고등학교와 2학년을 이스트 브런즈윅 고등학교에서 보냈다. 그 다음 아이젠버그는 뉴욕의 공연 예술 고등학교로 옮겼다. 그가 고학년이였을 때, 그는 독립 코미디 드라마 영화 《로저 닷저》에서 그의 주목받은 역할을 연기했다. 영화에서의 그의 바쁜 일정으로 아이젠버그는 뉴욕 대학교에 합격하였지만 입학하지 않았다. 대신에 아이젠버그는 그리니치 빌리지의 뉴스쿨 대학교에서 인류학과 현대 건축을 공부하였고, 그는 민주주의와 문화복합사회에 집중하면서 인문학을 전공했다.
아이젠버그는 불안 장애 때문에 학교 생활에 어려움을 겪으면서 어린 시절부터 연극에서 연기를 시작했다. 그가 만 7세 때, 그는 어린이 극장에서 공연 된 뮤지컬 《올리버!》에서 올리버 트위스트로 주연을 맡았고, 만 12세가 되던 해인 1996년 테네시 윌리엄스의 《여름과 연기》의 브로드웨이 재공연 무대에 올랐다. 만 13세 때 그는 토니 랜달 주연의 뮤지컬 버전 《A Christmas Carol》에서 어린 스크루지의 역할을 연기했다. 아이젠버그는 만 16세의 나이에 아르제 쇼의 오프 브로드웨이 《The Gathering》에서 처음으로 전문적인 역할을 맡았다. 아이젠버그는 만 16세 때의 대본을 쓰기 시작했는데, 그 중 일부는 주요 스튜디오에서 옵션으로 제공되었지만, 그러나 그것이 팔렸을 때 그는 자신의 창조물에 대한 통제력이 부족하다는 것에 만족하지 못했다고 주장했다. 명성을 얻기 전, 아이젠버그는 우디 앨런의 변호사와 문제를 겪었다. 10대 때 그는 앨런이 어떻게 자신의 이름을 바꾸기 위해 왔으며 앨런의 "사람들"에게 대본을 제공하는 방법에 대해 연극을 했다. 승인의 도장 대신에, 아이젠버그는 두 개의 "정지명령" 편지를 받았다. 아이러니하게도, 아이젠버그는 앨런 감독의 《로마 위드 러브》와 《카페 소사이어티》라는 두 편의 영화에 출연했다.

## 사생활
아이젠버그는 영화 《엠퍼러스 클럽》에서 만난 안나 스트라우트와 2002년부터 2012년까지 데이트 하였다. 그는 영화 《더블》에서 공연한 배우 미아 와시코브스카와 2013년부터 2015년까지 데이트했다. 이 후 그는 스트라우트와 다시 재결합하였고, 2017년에 결혼식을 올렸다. 2017년에는 두 사람 사이에 아들이 태어났다. 그는 스트라우트의 어머니인 토비 스트라우트가 전무이사로 일하는 인디애나 가정 폭력 쉼터에서 그녀와 함께 일을 도왔다.
아이젠버그는 그의 여동생 하밀과 싱어송라이터이자 NBC의 《더 보이스》 시즌 10 참가자인 그녀의 남자친구 오언 댄오프와 그들이 2016년 6월에 내슈빌로 이사 할 때까지 뉴욕에서 함께 살았다.
아이젠버그는 8살때부터 드럼을 연주해왔다. 2007년 그는 OneUpMe라는 페이스북에서 소셜 디자인 전도사인 사촌과 함께 온라인 단어 웹사이트를 시작했다. 페이스북 사용자들을 위해 단독으로 포맷 된 대신에, 그들은 2010년에 사이트를 다시 시작했다.
2023년에 그는 폴란드 시민권을 신청했습니다.그는 2025년에 Andrzej Duda 대통령으로부터 이를 얻었습니다.

## 출연 작품

### 영화
| 년도 | 제목                                                                 | 역할                                          | 비고              |
| ---- | -------------------------------------------------------------------- | --------------------------------------------- | ----------------- |
| 2002 | 로저 닷저 Roger Dodger                                               | 닉                                            |                   |
| 2002 | 엠퍼러스 클럽 The Emperor's Club                                     | 루이스 마수디                                 |                   |
| 2004 | 빌리지 The Village                                                   | 제이미슨                                      |                   |
| 2005 | 오징어와 고래 The Squid and the Whale                                | 월트 버크먼                                   |                   |
| 2005 | 커스드 Cursed                                                        | 지미 마이어스                                 |                   |
| 2007 | 찰리 뱅스의 교육 The Education of Charlie Banks                      | 찰리 뱅크스                                   |                   |
| 2007 | 헌팅 파티 The Hunting Party                                          | 벤저민 스트라우스                             |                   |
| 2007 | 원 데이 라이크 레인 One Day Like Rain                                | 마크                                          |                   |
| 2007 | 더 리빙 웨이크 The Living Wake                                       | 밀스 호아킨                                   |                   |
| 2009 | 섬 보이스 돈 리브 Some Boys Don't Leave                              | 소년                                          | 단편 영화         |
| 2009 | 어드벤처랜드 Adventureland                                           | 제임스 브레넌                                 |                   |
| 2009 | Beyond All Boundaries                                                | Lt. 피스케 핸리 / Sgt. 벤자민 맥키니 (목소리) | 단편 영화         |
| 2009 | 좀비랜드 Zombieland                                                  | 컬럼버스                                      |                   |
| 2010 | 홀리 롤러스 Holy Rollers                                             | 샘 골드                                       |                   |
| 2010 | 캠프 호프 Camp Hell                                                  | 대니얼 제이콥스                               |                   |
| 2010 | 솔리터리 맨 Solitary Man                                             | 대니얼 체스턴                                 |                   |
| 2010 | 소셜 네트워크 The Social Network                                     | 마크 저커버그                                 |                   |
| 2011 | 리오 Rio                                                             | 블루 (더빙)                                   | 애니메이션 영화   |
| 2011 | 털기 아니면 죽기: 제한시간 30분 30 Minutes or Less                   | 닉 데이비스                                   |                   |
| 2012 | 와이 스톱 나우 Why Stop Now                                          | 일라이 블룸                                   |                   |
| 2012 | 프리 샘플즈 Free Samples                                             | 텍스                                          |                   |
| 2012 | 로마 위드 러브 To Rome with Love                                     | 잭                                            |                   |
| 2013 | 히즈 웨이 모어 페이머스 댄 유 He's Way More Famous Than You          | 자신                                          |                   |
| 2013 | 나우 유 씨 미: 마술사기단 Now You See Me                             | J. 대니얼 아틀러스                            |                   |
| 2013 | 나이트 무브 Night Moves                                              | 조시 스테이머스                               |                   |
| 2013 | 더블 The Double                                                      | 사이먼 제임스 / 제임스 사이먼                 |                   |
| 2014 | 리오 2 Rio 2                                                         | 블루 (더빙)                                   | 애니메이션 영화   |
| 2015 | 여행의 끝 The End of the Tour                                        | 데이비드 리프스키                             |                   |
| 2015 | 라우더 댄 밤즈 Louder Than Bombs                                     | 조나                                          |                   |
| 2015 | 아메리칸 울트라 American Ultra                                       | 마이크 하월                                   |                   |
| 2016 | 배트맨 대 슈퍼맨: 저스티스의 시작 Batman v Superman: Dawn of Justice | 렉스 루터                                     |                   |
| 2016 | 카페 소사이어티 Café Society                                         | 바비 도르프만                                 |                   |
| 2016 | 나우 유 씨 미 2 Now You See Me 2                                     | J. 대니얼 아틀러스                            |                   |
| 2017 | 저스티스 리그 Justice League                                         | 렉스 루터                                     |                   |
| 2018 | 벌새 프로젝트 The Hummingbird Project                                | 빈센트 잘레스키                               |                   |
| 2019 | 좀비랜드: 더블 탭 Zombieland: Double Tap                             | 컬럼버스                                      |                   |
| 2019 | 비바리움 Vivarium                                                    | 톰                                            |                   |
| 2019 | 호신술의 모든 것 The Art of Self-Defense                             | 케이시 데이비스                               |                   |
| 2021 | 잭 스나이더의 저스티스 리그 Zack Snyder's Justice League             | 렉스 루터                                     |                   |
| 2024 | 리얼 페인 A Real Pain                                                | 데이비드 캐플런                               | 연출, 각본도 겸함 |
| 2025 | 나우 유 씨 미 3 Now You See Me 3                                     | J. 대니얼 아틀러스                            |                   |
| TBA  | 레지스탕스 Resistance                                                | 마르셀 마르소                                 | 제작 후반         |

### 텔레비전
| 년도      | 제목                                       | 역할             | 비고                                             |
| --------- | ------------------------------------------ | ---------------- | ------------------------------------------------ |
| 1999–2000 | 겟 리얼 Get Real                           | 케니 그린        | 22 에피소드                                      |
| 2001      | 라이트닝 Lightning: Fire from the Sky      | 에릭 도브스      | 텔레비전 영화                                    |
| 2011      | 새터데이 나이트 라이브 Saturday Night Live | 자신 (호스트)    | 에피소드: "제시 아이젠버그/니키 미나즈"          |
| 2012      | 뉴스룸 The Newsroom                        | 에릭 닐 (목소리) | 크레딧에 안올라감 에피소드: "We Just Decided To" |
| 2014      | 모던 패밀리 Modern Family                  | 애셔             | 에피소드: "Under Pressure"                       |
| TBA       | 더 마켓 The Market                         | 스탠 카츠만      | 감독, 각본, 총괄 프로듀서                        |
| TBA       | Bream Gives Me Hiccups                     | —                | 촬영중 크리에이터, 감독, 각본                    |

### 연극
| 년도 | 제목                                       | 역할                | 장소                                                        | 비고                            |
| ---- | ------------------------------------------ | ------------------- | ----------------------------------------------------------- | ------------------------------- |
| 1996 | Summer and Smoke                           | 어린 존 (대역)      | 크라이테리온 센터 스테이지 라이트                           |                                 |
| 1999 | The Gathering                              | 마이클              | 플레이하우스 91                                             |                                 |
| 2005 | Orphans                                    | 필립                | 그린웨이 코트 극장, 로스 앤젤레스                           | 워크샵 프로덕션                 |
| 2007 | Scarcity                                   | 빌리                | 린다 그로스 극장                                            |                                 |
| 2011 | Asuncion                                   | 에드가              | 체리 레인 극장                                              | 또한 극작가                     |
| 2013 | The Revisionist                            | 데이비드            | 체리 레인 극장                                              | 또한 극작가                     |
| 2015 | The Final Interrogation of Ceausescu's Dog | 남자                | 플레잉 온 에어                                              | 팟캐스트                        |
| 2015 | The Spoils                                 | 벤                  | 퍼싱 스퀘어 시그네이처 센터 더 앨리스 그리핀 쥬얼 박스 극장 | 또한 극작가, 오프 브로드웨이 런 |
| 2015 | A Little Part of All of Us                 | 조이                | 플레잉 온 에어                                              | 또한 각본, 팟캐스트             |
| 2016 | The Blizzard                               | 닐                  | 플레잉 온 에어                                              | 팟캐스트                        |
| 2016 | The Spoils                                 | 벤                  | 트라팔가 스튜디오, 웨스트엔드                               | 또한 극작가, 웨스트엔드 런      |
| 2016 | Oh, Hello                                  | 자신 (게스트)       | 라이시엄극장 (브로드웨이)                                   | #2much2na segment               |
| 2017 | Shoshana and Her Lovers                    | 작곡, 각본에도 참여 | 유나이티드 아티스트 극장, 에이스 호텔                       | "24시간 뮤지컬: 로스 앤젤레스"  |

### 오디오북
| 년도 | 제목                                       | 역할     | 비고          | 참조.  |
| ---- | ------------------------------------------ | -------- | ------------- | ------ |
| 2004 | The Gospel According to Larry              | 내레이션 |               | [ 46 ] |
| 2004 | Vote for Larry                             | 내레이션 |               | [ 47 ] |
| 2005 | Be More Chill                              | 내레이션 |               | [ 46 ] |
| 2010 | White Cat: The Curse Workers, Book One     | 내레이션 |               | [ 48 ] |
| 2011 | Red Glove: The Curse Workers, Book Two     | 내레이션 |               | [ 49 ] |
| 2012 | Black Heart: The Curse Workers, Book Third | 내레이션 |               | [ 50 ] |
| 2012 | Colin Fischer                              | 내레이션 |               | [ 51 ] |
| 2015 | Bream Gives Me Hiccups: And Other Stories  | 내레이션 | 각본에도 참여 | [ 52 ] |

## 수상 및 후보
| 연도 | 시상식                                                  | 부문                              | 작품                              | 결과 | 출처   |
| ---- | ------------------------------------------------------- | --------------------------------- | --------------------------------- | ---- | ------ |
| 2000 | 젊은 예술가상(영 아티스트 어워드)                       | TV 시리즈 연기 부문 젊은 앙상블상 | 겟 리얼                           | 후보 | [ 53 ] |
| 2002 | 샌디에이고 영화제                                       | 가장 유망한 신인 배우상           | 로저 닷저                         | 수상 | [ 53 ] |
| 2003 | 고섬 어워드(고섬 독립영화상)                            | 로저 닷저                         | 신인상                            | 후보 | [ 53 ] |
| 2005 | 댈러스-포트워스 영화 비평가 협회                        | 최우수 남우조연상                 | 오징어와 고래                     | 후보 | [ 53 ] |
| 2005 | 온라인 필름 & 텔레비전 협회                             | 남자 신인상                       | 오징어와 고래                     | 후보 | [ 53 ] |
| 2005 | 온라인 필름 & 텔레비전 협회                             | 오징어와 고래 (노래: "Hey You")   | 최우수 변형 된 노래상             | 후보 | [ 53 ] |
| 2005 | 고섬 어워드(고섬 독립영화상)                            | 최우수 앙상블 연기상              | 오징어와 고래                     | 수상 | [ 53 ] |
| 2005 | 어워드 서킷 커뮤니티 어워드                             | 최우수 남우조연상                 | 오징어와 고래                     | 후보 | [ 53 ] |
| 2005 | 어워드 서킷 커뮤니티 어워드                             | 최우수 캐스트 앙상블상            | 오징어와 고래                     | 후보 | [ 53 ] |
| 2006 | 골드 더비 어워드                                        | 최우수 앙상블 캐스트상            | 오징어와 고래                     | 후보 | [ 53 ] |
| 2006 | 클로트루디스 어워드                                     | 최우수 남우조연상                 | 오징어와 고래                     | 후보 | [ 53 ] |
| 2006 | 인디펜던트 스피릿 어워드(미국 독립영화상)               | 최우수 남우조연상                 | 오징어와 고래                     | 후보 | [ 53 ] |
| 2006 | 크리틱스 초이스 영화상(미국 방송 영화 비평가 협회)      | 최우수 아역연기상                 | 오징어와 고래                     | 후보 | [ 53 ] |
| 2008 | 빅 애플 영화제                                          | NY 부각 된 탤런트상               | 빈칸                              | 수상 | [ 53 ] |
| 2008 | 베일 영화제                                             | 라이징 스타상                     | 빈칸                              | 수상 | [ 53 ] |
| 2009 | 고섬 어워드(고섬 독립영화상)                            | 최우수 앙상블 연기상              | 어드벤처랜드                      | 후보 | [ 53 ] |
| 2009 | 카프리, 헐리우드 국제 영화제                            | 카프리 익스플로잇 상              | 솔리터리 맨                       | 수상 | [ 53 ] |
| 2010 | 영국 아카데미 영화상(BAFTA)                             | 빈칸                              | 라이징 스타상                     | 후보 | [ 53 ] |
| 2010 | MTV 무비 & TV 어워드                                    | 최고의 엿같은 공포 연기상         | 좀비랜드                          | 후보 | [ 53 ] |
| 2010 | 틴 초이스 어워드                                        | 초이스 무비: 남자 신인스타상      | 좀비랜드, 어드벤처랜드            | 후보 | [ 53 ] |
| 2010 | 어워드 서킷 커뮤니티 어워드                             | 데이비드상 - 최우수 남우주연상    | 소셜 네트워크                     | 후보 | [ 53 ] |
| 2010 | 어워드 서킷 커뮤니티 어워드                             | ACCA 남우주연상                   | 소셜 네트워크                     | 후보 | [ 53 ] |
| 2010 | 할리우드 영화제                                         | 올해의 앙상블상                   | 소셜 네트워크                     | 수상 | [ 53 ] |
| 2010 | IGN 섬머 무비 어워드                                    | 최우수 남우주연상                 | 소셜 네트워크                     | 후보 | [ 53 ] |
| 2010 | 얼라이언스 오브 우먼 필름 저널리스트(여성 영화기자협회) | 최우수 남우주연상                 | 소셜 네트워크                     | 후보 | [ 53 ] |
| 2010 | 보스턴 영화 비평가 협회                                 | 최우수 남우주연상                 | 소셜 네트워크                     | 수상 | [ 53 ] |
| 2010 | 센트럴 오하이오 영화 비평가 협회                        | 최우수 앙상블상                   | 소셜 네트워크                     | 후보 | [ 53 ] |
| 2010 | 센트럴 오하이오 영화 비평가 협회                        | 최우수 남우주연상                 | 소셜 네트워크                     | 후보 | [ 53 ] |
| 2010 | 시카고 영화 비평가 협회                                 | 최우수 남우주연상                 | 소셜 네트워크                     | 후보 | [ 53 ] |
| 2010 | 댈러스-포트워스 영화 비평가 협회                        | 최우수 남우주연상                 | 소셜 네트워크                     | 3위  | [ 53 ] |
| 2010 | 덴버 영화 비평가 협회                                   | 최우수 남우주연상                 | 소셜 네트워크                     | 후보 | [ 53 ] |
| 2010 | 휴스턴 영화 비평가 협회                                 | 최우수 남우주연상                 | 소셜 네트워크                     | 후보 | [ 53 ] |
| 2010 | 인디와이어 크리틱스 폴                                  | 최우수 남우주연상                 | 소셜 네트워크                     | 2위  | [ 53 ] |
| 2010 | 인디애나 영화 비평가 협회                               | 최우수 남우주연상                 | 소셜 네트워크                     | 2위  | [ 53 ] |
| 2010 | 아이오와 영화 비평가 협회                               | 최우수 남우주연상                 | 소셜 네트워크                     | 후보 | [ 53 ] |
| 2010 | 인터내셔널 시네필 협회                                  | 최우수 남우주연상                 | 소셜 네트워크                     | 후보 | [ 53 ] |
| 2010 | 런던 영화 비평가 협회                                   | 올해의 남자배우상                 | 소셜 네트워크                     | 후보 | [ 53 ] |
| 2010 | 내셔널 소사이어티 오브 필름 크리틱스(전미 비평가 협회)  | 최우수 남우주연상                 | 소셜 네트워크                     | 수상 | [ 53 ] |
| 2010 | 내셔널 보드 오브 리뷰(전미 비평가 위원회)               | 최우수 남우주연상                 | 소셜 네트워크                     | 후보 | [ 53 ] |
| 2010 | 오클라호마 영화 비평가 협회                             | 최우수 남우주연상                 | 소셜 네트워크                     | 수상 | [ 53 ] |
| 2010 | 온라인 영화 비평가 협회                                 | 최우수 남우주연상                 | 소셜 네트워크                     | 후보 | [ 53 ] |
| 2010 | 피닉스 영화 비평가 협회                                 | 최우수 남우주연상                 | 소셜 네트워크                     | 후보 | [ 53 ] |
| 2010 | 피닉스 영화 비평가 협회                                 | 최우수 앙상블상                   | 소셜 네트워크                     | 수상 | [ 53 ] |
| 2010 | 샌디에이고 영화 비평가 협회                             | 최우수 남우주연상                 | 소셜 네트워크                     | 후보 | [ 53 ] |
| 2010 | 샌디에이고 영화 비평가 협회                             | 최우수 앙상블상                   | 소셜 네트워크                     | 후보 | [ 53 ] |
| 2010 | 세인트루이스 게이트웨이 영화 비평가 협회                | 최우수 남우주연상                 | 소셜 네트워크                     | 후보 | [ 53 ] |
| 2010 | 토론토 영화 비평가 협회                                 | 최우수 남우주연상                 | 소셜 네트워크                     | 수상 | [ 53 ] |
| 2010 | 유타 영화 비평가 협회                                   | 최우수 남우주연상                 | 소셜 네트워크                     | 후보 | [ 53 ] |
| 2010 | 밴쿠버 영화 비평가 협회                                 | 최우수 남우주연상                 | 소셜 네트워크                     | 후보 | [ 53 ] |
| 2010 | 빌리지 보이스 필름 폴                                   | 최우수 남우주연상                 | 소셜 네트워크                     | 수상 | [ 53 ] |
| 2010 | 워싱턴 D.C. 아레아 영화 비평가 협회                     | 최우수 남우주연상                 | 소셜 네트워크                     | 후보 | [ 53 ] |
| 2010 | 워싱턴 D.C. 아레아 영화 비평가 협회                     | 최우수 앙상블 연기상              | 소셜 네트워크                     | 후보 | [ 53 ] |
| 2011 | 팜스프링스 국제 영화제                                  | 최우수 앙상블 캐스트상            | 소셜 네트워크                     | 수상 | [ 53 ] |
| 2011 | IFTA 어워드(아일랜드 영화 & 텔레비전 아카데미상)        | 최우수 해외 남우주연상            | 소셜 네트워크                     | 수상 | [ 53 ] |
| 2011 | 새틀라이트상(국제비평가협회)                            | 최우수 남우주연상                 | 소셜 네트워크                     | 후보 | [ 53 ] |
| 2011 | 골든 글로브상                                           | 영화 드라마 부문 남우주연상       | 소셜 네트워크                     | 후보 | [ 53 ] |
| 2011 | 크리틱스 초이스 영화상(미국 방송 영화 비평가 협회)      | 최우수 남우주연상                 | 소셜 네트워크                     | 후보 | [ 53 ] |
| 2011 | 미국 배우 조합상(스크린 액터 길드 어워드)               | 영화부문 최우수 남우주연상        | 소셜 네트워크                     | 후보 | [ 53 ] |
| 2011 | 미국 배우 조합상(스크린 액터 길드 어워드)               | 영화부문 최우수 연기 캐스팅상     | 소셜 네트워크                     | 후보 | [ 53 ] |
| 2011 | 영국 아카데미 영화상(BAFTA)                             | 최우수 남우주연상                 | 소셜 네트워크                     | 후보 | [ 53 ] |
| 2011 | 미국 아카데미상                                         | 최우수 남우주연상                 | 소셜 네트워크                     | 후보 | [ 53 ] |
| 2011 | 골드 더비 어워드                                        | 최우수 남우주연상                 | 소셜 네트워크                     | 후보 | [ 53 ] |
| 2011 | 골드 더비 어워드                                        | 최우수 앙상블 캐스트상            | 소셜 네트워크                     | 후보 | [ 53 ] |
| 2011 | 골든 쉬모우 어워드                                      | 올해의 남우주연상                 | 소셜 네트워크                     | 수상 | [ 53 ] |
| 2011 | 이탈리안 온라인 무비 어워드                             | 최우수 남우주연상                 | 소셜 네트워크                     | 후보 | [ 53 ] |
| 2011 | 올해의 연기상                                           | 내셔널 무비 어워드                | 소셜 네트워크                     | 후보 | [ 53 ] |
| 2011 | MTV 무비 & TV 어워드                                    | 최고의 남자배우상                 | 소셜 네트워크                     | 후보 | [ 53 ] |
| 2011 | MTV 무비 & TV 어워드                                    | 최고의 영화 라인상                | 소셜 네트워크                     | 후보 | [ 53 ] |
| 2011 | 틴 초이스 어워드                                        | 초이스 무비: 드라마 남자배우상    | 소셜 네트워크                     | 후보 | [ 53 ] |
| 2013 | 아부다비 영화제                                         | 최우수 남우주연상                 | 더블                              | 수상 | [ 53 ] |
| 2015 | 클로트루디스 어워드                                     | 최우수 남우주연상                 | 더블                              | 후보 | [ 53 ] |
| 2016 | 틴 초이스 어워드                                        | 초이스 무비: 악당상               | 배트맨 대 슈퍼맨: 저스티스의 시작 | 후보 | [ 53 ] |
| 2016 | 시네마콘, USA                                           | 올해의 남자스타상                 | 빈칸                              | 수상 | [ 53 ] |
| 2016 | 판고리아 체인톱 어워드                                  | 올해의 남자스타상                 | 빈칸                              | 수상 | [ 53 ] |
| 2016 | 필름 클럽스 더 로스트 위켄드                            | 최우수 앙상블 캐스트상            | 라우더 댄 밤즈                    | 수상 | [ 54 ] |
| 2017 | 골든 래즈베리상                                         | 최악의 남우조연상                 | 배트맨 대 슈퍼맨: 저스티스의 시작 | 수상 | [ 55 ] |